# جاویرا گرز
جاویرا گرز (انگلیسی: Javiera Grez؛ زادهٔ ۱۱ ژوئیهٔ ۲۰۰۰) بازیکن فوتبال اهل شیلی است.
وی همچنین در تیم‌های ملی فوتبال Chile women's national under-20 football team و زنان شیلی بازی کرده‌است.